# 近鉄ケーブルネットワーク
近鉄ケーブルネットワーク株式会社（きんてつケーブルネットワーク、英: Kintetsu Cable Network）は、奈良県生駒市に本社を置くケーブルテレビ事業者である。近鉄グループホールディングス傘下で、ケーブルテレビ、インターネット接続サービス、固定電話（IP電話）、MVNOとしての携帯電話（スマートフォン）サービスを展開している。インターネットサービスは近畿日本鉄道（近鉄）の業務用回線を使用している。略称はKCN。

## 沿革
- 1984年（昭和59年）6月1日 - 会社設立[1]。
- 1988年（昭和63年）4月1日 - 開局[1]。
- 1996年（平成8年）4月1日 - インターネット（ダイヤルアップ回線）のプロバイダー接続サービス開始[1]。
- 1999年（平成11年）4月 - ケーブルテレビ回線を利用したケーブルインターネット接続サービス（Kブロードインターネット）開始。
- 2001年（平成13年）10月 - ADSL回線を利用したインターネット接続サービス開始。
- 2003年（平成15年）11月 - IP電話サービス開始。
- 2004年（平成16年）6月1日 - デジタル多チャンネルサービス開始。
- 2005年（平成17年）11月1日 - ケイ・オプティコム（当時）と業務提携を結び、FTTH=光ファイバーのケーブルテレビ事業・KCNeo光テレビのサービス開始。
- 2006年（平成18年）8月1日 - ZTVから奈良県内の事業を譲受。
- 2007年（平成19年）8月1日 - 京都府宇治市、城陽市エリアを担当した京都支店の事業を分離、かつキネット（京田辺市、木津川市<旧木津町地域>、相楽郡精華町がサービスエリアだった）と経営統合し、KCN京都へ譲渡。
- 2008年（平成20年）8月1日 - KCN eo光テレビのエリアでも「K-CAT eo光テレビ」のサービスが開始されるが、KCN eo光テレビのサービスも継続[注釈 1]。
- 2009年（平成21年）12月1日 - CSのハイビジョン放送を開始。当初はオプションの3チャンネルのみだが、2010年春以降、チャンネル数を増やす。
- 2010年（平成22年）
  - 3月1日 - KDDIと業務提携を結び、ビデオ・オン・デマンドサービスを開始。
  - 6月1日 - ケーブルテレビの新サービスとして「デジタルHDコース」と「デジタルHDプライムコース」を開始。
- 2015年（平成27年）
  - 2月 - 「KCNモバイルサービス」を開始。
  - 12月頃 - 「地デジ・BSコース」を開始[注釈 2]。
- 2022年（令和4年）
  - 7月1日 - ケーブルテレビの新サービスとして「4KセレクトA/B/Cコース」を開始。また、戸建住宅向けインターネットの新サービスとして契約違約金を撤廃した「KCN光100M/1G/5G/10G」を、集合住宅にも解約違約金を撤廃した「KCNマンション160M/320M/1G」と「KCNマンション光LAN（Aプラン/Bプラン）」の提供を開始。
- 2023年（令和5年）
  - 6月10日 - 障がい者手帳を所持する顧客向けに「ハートフルプラン（戸建住宅向け/集合住宅向け）」の提供を開始。
  - 12月1日 - ケーブルテレビの新サービスとして旧サービスであった4Kベーシックコースと地デジ・BSコースを結合した「4Kライトコース」と「地デジシンプルコース」の提供を開始。同時にパススルーを利用しテレビを視聴する「Pタイプ」とSTBを設置してテレビを視聴する「Sタイプ」を新たに新設。なお、4Kライトコースの提供開始に伴い、4Kベーシックコースおよび地デジ・BSコースは2023年11月末をもって新規受付を終了した。

## 事業所・店舗
全て奈良県。

### 事業所
- 本社 - 生駒市東生駒一丁目70番地1 近鉄東生駒ビル 3階
- 放送センター - 生駒市東生駒一丁目5番地

### 店舗
近鉄ケーブルネットワークの直営店は、「KCN STATION」の名称で展開している。
- 東生駒店 - 奈良県生駒市東生駒一丁目70番地1 近鉄東生駒ビル 2階
- イオンモール奈良登美ヶ丘店（近鉄ケーブルネットワーク登美ヶ丘営業所） - 生駒市鹿畑町3027番地 イオンモール奈良登美ヶ丘 3階
- 橿原中央店（近鉄ケーブルネットワーク橿原支店） - 橿原市葛本町807番地の1
- イオンモール橿原店（近鉄ケーブルネットワーク橿原営業所） - 橿原市曲川町七丁目20番1号 イオンモール橿原 サウス・モール2階
- イオンモール大和郡山店（近鉄ケーブルネットワーク大和郡山営業所） - 大和郡山市下三橋町741番地 イオンモール大和郡山 3階
- エコール・マミ店（近鉄ケーブルネットワーク真美ヶ丘営業所） - 北葛城郡広陵町馬見中四丁目1番地 エコール・マミショッピングセンター 北館1階
- 奈良西大寺店（近鉄ケーブルネットワーク西大寺営業所） - 奈良市西大寺東町2-4-1 近鉄百貨店奈良店 5F

## 主なサービス
ケーブルテレビ事業をHFC（同軸ケーブル利用）のサービスと、FTTH（光ファイバーケーブル利用）のサービスとに分かれており、FTTHのみBSパススルーに対応している。

### 現在

#### ケーブルテレビ
- KCNデジタルテレビ

#### インターネット
- Kブロードインターネット
  - ケーブルテレビの4Kベーシックコース、地デジ・BSコース、地デジコースはKブロードインターネットとのセットで契約が必要となる。
- KCN Air（家庭用Wi-Fi、提供地域は生駒市・奈良市等の一部地域のみ）

#### IP電話
- ケーブルライン光電話（ソフトバンクとの提携サービス）
- ケーブルプラス電話（KDDIとの提携サービス）

#### ビデオ・オン・デマンド
いずれもKCNのケーブルテレビまたはインターネットの契約者向けのサービスとなる。
- NETFLIX
- DAZN

#### スマートフォン
- KCNモバイル
  - 「Kモバ」の愛称で提供されている携帯電話サービス。au（KDDI）・NTTドコモの回線が選択できるが、KCNのケーブルテレビまたはインターネットの契約者向けのサービスとなる。

### 過去

#### IP電話
以下は受付を終了している。
- Kブロード光電話（フュージョンライン光電話）
- Kブロードフォン
- KブロードADSLフォン
- KブロードADSL（ - 2020年1月）[3]

##### 特記事項
KブロードフォンはKDDIのVoIPを活用したKCNグループオリジナルのIP電話のサービス（テレビ岸和田は未提供）であるが、緊急電話番号（110番=警察、118番=海上保安庁、119番=救急・火災）などにつながらなかったり、予期しない接続障害が発生する恐れがあるため、できるだけNTT西日本などの通信事業者との併用としたうえで、Kブロードフォンを利用する場合は「第2電話（予備用）」として利用することを奨励している。

#### ビデオ・オン・デマンド
- KCN Smart TV Boxサービス（KDDIと提携したサービス）
  - 以前はKCN VODサービスを実施（2014年終了）。
- ケーブルアクトビラ（2019年3月27日終了）[5]

## サービスエリア
現在のサービスエリアの詳細は、公式サイトのサービスエリアマップを参照。

### 奈良県
- 奈良市（こまどりケーブルがサービスを行う旧月ヶ瀬村、旧都祁村を除く）
- 生駒市
- 大和郡山市
- 香芝市
- 天理市
- 桜井市
- 橿原市
- 大和高田市
- 葛城市
- 御所市
- 五條市（旧五條市のみ。それ以外はこまどりケーブルがサービスを行う）
- 生駒郡平群町
- 生駒郡三郷町
- 生駒郡安堵町
- 生駒郡斑鳩町
- 北葛城郡王寺町
- 北葛城郡上牧町
- 北葛城郡河合町
- 北葛城郡広陵町
- 磯城郡川西町
- 磯城郡田原本町
- 磯城郡三宅町
- 高市郡高取町
- 高市郡明日香村

### 大阪府
- 四條畷市（田原地区のみ（eo光テレビサービスも同様））

## 主な放送チャンネル

### テレビ局

#### 系列局別
| NHK-G           | NHK-E   | NNN / NNS  | ANN            | JNN      | TXN        | FNN / FNS  | JAITS                         |
| --------------- | ------- | ---------- | -------------- | -------- | ---------- | ---------- | ----------------------------- |
| NHK奈良 NHK大阪 | NHK大阪 | 読売テレビ | 朝日放送テレビ | 毎日放送 | テレビ大阪 | 関西テレビ | 奈良テレビ サンテレビ KBS京都 |

#### チャンネル別
※下記チャンネルナンバーはFTTH（KCNeo光テレビサービス）、HFC（KCNデジタルテレビサービス）共通である。
| デジタル              | 放送局                                             |
| --------------------- | -------------------------------------------------- |
| D011-0 - D012-0（D3） | NHK奈良・総合                                      |
| D011-1 - D012-1（D1） | NHK大阪・総合                                      |
| D021 - D023（D2）     | NHK大阪 Eテレ                                      |
| D031 - D032（D3）     | サンテレビ                                         |
| D041 - D043（D4）     | 毎日放送                                           |
| D051（D5）            | KBS京都                                            |
| D061 - D063（D6）     | 朝日放送テレビ                                     |
| D071 - D073（D7）     | テレビ大阪                                         |
| D081 - D083（D8）     | 関西テレビ                                         |
| D091 - D092（D9）     | 奈良テレビ                                         |
| D101 - D103（D10）    | 読売テレビ                                         |
| D111 - D112（D11）    | KCNファミリーチャンネル                            |
| D121 - D122（D12）    | KCNスポーツ&カルチャー                             |
| BS101（BS1）          | NHK BS                                             |
| BS141 - 143（BS4）    | BS日テレ                                           |
| BS151 - 153（BS5）    | BS朝日                                             |
| BS161 - 163（BS6）    | BS-TBS                                             |
| BS171 - 173（BS7）    | BSテレ東                                           |
| BS181 - 183（BS8）    | BSフジ                                             |
| BS191（BS9）          | WOWOW プライム                                     |
| BS192                 | WOWOW ライブ                                       |
| BS193                 | WOWOW シネマ                                       |
| BS200（BS10）         | BS10                                               |
| BS201                 | BS10スターチャンネル                               |
| BS211（BS11）         | BS11                                               |
| BS222（BS12）         | TwellV                                             |
| BS231 - 232           | 放送大学テレビ                                     |
| C012                  | お天気チャンネル（お天気（奈良））                 |
| C013                  | NHKワールドTV                                      |
| C021                  | タウンチャンネル                                   |
| C121                  | ディスカバリーチャンネル                           |
| C122                  | ムービープラスHD                                   |
| C123                  | 女性チャンネル♪LaLa TV（HD）                       |
| C124                  | スーパー!ドラマTV HD                               |
| C125                  | 日本映画専門チャンネルHD                           |
| C126                  | ※アジアドラマチックTV★HD                           |
| C127                  | 衛星劇場HD                                         |
| C131                  | Dlife                                              |
| C132                  | J SPORTS 4                                         |
| C133                  | ※ザ・シネマHD                                      |
| C134                  | ヒストリーチャンネル 日本・世界の歴史&エンタメ     |
| C135                  | ※チャンネル銀河 歴史ドラマ・サスペンス・日本のうた |
| C136                  | ※テレ朝チャンネル1 ドラマ・バラエティ・アニメ      |
| C137                  | フジテレビNEXT ライブ・プレミアム                  |
| C138                  | フジテレビONE スポーツ・バラエティ                 |
| C139                  | フジテレビTWO ドラマ・アニメ                       |
| C140                  | ショップチャンネル                                 |
| C141                  | ※ホームドラマチャンネルHD 韓流・時代劇・国内ドラマ |
| C142                  | ナショナル ジオグラフィック                        |
| C144                  | ※TBSチャンネル1 最新ドラマ・音楽・映画             |
| C145                  | 釣りビジョンHD                                     |
| C146                  | GAORA SPORTS                                       |
| C147                  | スカイA                                            |
| C149                  | アニマックス                                       |
| C150                  | ●MTV                                               |
| C151                  | 映画・チャンネルNECO                               |
| C152                  | △TBS NEWS                                          |
| C153                  | ミステリーチャンネル                               |
| C154                  | TAKARAZUKA SKY STAGE                               |
| C156                  | 音楽・ライブ! スペースシャワーTV                   |
| C158                  | J SPORTS 3                                         |
| C159                  | 時代劇専門チャンネルHD                             |
| C162                  | MUSIC ON! TV（エムオン!）HD                        |
| C163                  | キッズステーション テレビアニメ・劇場版・OVA       |
| C164                  | グリーンチャンネルHD（東日本）                     |
| C165                  | グリーンチャンネル2HD（西日本）                    |
| C166                  | 日テレジータス                                     |
| C167                  | ゴルフネットワークHD                               |
| C168                  | J SPORTS 1                                         |
| C169                  | J SPORTS 2                                         |
| C171                  | ○海外アニメ! カートゥーン ネットワーク             |
| C172                  | QVC（キューヴィーシー）                            |
| C173                  | 東映チャンネルHD                                   |
| C174                  | KNTV HD                                            |
| C176                  | ※TBSチャンネル2 名作ドラマ・スポーツ・アニメ       |
| C180                  | CNNj                                               |
| C183                  | □ディズニー・チャンネル ディズニー映画・アニメ     |
| C184                  | △KBS WORLD HD                                      |
| C185                  | 日経CNBC                                           |
| C186                  | アニマルプラネット                                 |
| C188                  | テレ朝チャンネル2 ニュース・情報・スポーツ         |
| C190                  | ※日テレプラス ドラマ・アニメ・音楽ライブ           |
| C192                  | ジュエリー☆GSTV                                    |
| C197                  | ※BBCワールドニュース                               |
| C210                  | J SPORTS 3                                         |
| C211                  | スカイA                                            |
| C212                  | GAORA SPORTS                                       |
| C213                  | J SPORTS 1                                         |
| C214                  | J SPORTS 2                                         |
| C217                  | ゴルフネットワーク                                 |
| C218                  | ●日テレジータス                                    |
| C220                  | ムービープラス                                     |
| C221                  | ●日本映画専門チャンネル                            |
| C222                  | 映画・チャンネルNECO                               |
| C230                  | ファミリー劇場                                     |
| C231                  | スーパー!ドラマTV                                  |
| C233                  | ○Dlife                                             |
| C234                  | ●時代劇専門チャンネル                              |
| C235                  | 女性チャンネル♪LaLa TV                             |
| C242                  | キッズステーション テレビアニメ・劇場版・OVA       |
| C248                  | ○チャンネル銀河 歴史ドラマ・サスペンス・日本のうた |
| C252                  | ※日テレNEWS24                                      |
| C255                  | ●ヒストリーチャンネル 日本・世界の歴史&エンタメ    |
| C264                  | △歌謡ポップスチャンネル                            |
| C270                  | 囲碁・将棋チャンネル                               |
| C280                  | ※MONDO TV                                          |
| C393                  | レインボーチャンネルHD                             |
| C394                  | プレイボーイ チャンネル HD                         |
| C395                  | レッドチェリー                                     |

凡例
C013、100番台及び390番台についてはHD放送を行っている。
100番台については字幕放送に対応している。（対応番組のみ）
- ●=デジタルコースから上位のコースのみ視聴可能。
  - 但し、C198はデジタルHD及びスタンダードコースを、C150はスタンダードコースを除く。

- △=デジタルプラスコースから上位のコースのみ視聴可能。
  - 2016年現在、デジタル・デジタルプラス及びデジタルHDコース（ - 2016年6月）については新規申し込みが終了している。

- ○=デジタルHD・スタンダード及びプライム（旧デジタルHDプライム）コースのみ視聴可能。
- ※=プライムコースのみ視聴可能。
- □=ディズニー2chとデジタルプラスから上位のコースのみ視聴可能。

なおプライムコースについては、オプションのフジテレビONE（C138）・フジテレビTWO（C139）及び釣りビジョン（C145）も基本チャンネルとして視聴できる。
- 地上デジタル放送はパススルー方式のため、地上デジタル対応テレビまたはチューナであれば視聴可能（サンテレビを除く。）。
- デジタルTVは日本デジタル配信を使用している。
- デジタル再送信についてテレビ大阪と京都エリアでの奈良テレビ、奈良エリアでのKBS京都は2006年12月1日にそれぞれ再放送開始（一部地域では11月20日から試験的に実施。）。
- サンテレビの地上デジタル放送の再放送が2011年7月4日 12:00から開始された。しかし、トランスモジュレーション方式とデジアナ変換のみの再放送で、放送期間も2016年6月末日までの予定である（デジアナ変換は2015年3月末日で終了した）。視聴者からの要望は多かったものの「奈良県内での再放送は、本来兵庫県域と定められたエリアを大きく超えることになる」[注釈 4]とする在阪局などエリア内民放局からの反対により実施出来ず、アナログ終了まで1か月を切った時点での再放送開始に関しても前述の限定条項が付け加えられる形となった。その為、前述の2016年6月末を以て奈良県内のCATVではサンテレビが受信出来なくなる予定だったが、2016年3月28日に同年7月以降もサンテレビの放送を継続することを発表した[注釈 5]。尚、KCN京都では2011年4月よりパススルー方式を含めたサンテレビ地上デジタルの期間限定条項無しの再放送が開始されている。
- 加入すればケーブルを繋いだ全てのテレビでサンテレビのデジタル放送を除いた地上波チャンネルが視聴可能になる（対応工事済みの集合住宅では、所定の金額を支払うことによりこれらの地上波チャンネルの視聴が可能である。）。
- 奈良県側ではNHK大阪総合はアナログ・デジタル共に区域外再放送が行われている。これは電波が直接受信でも奈良県の9割の世帯をカバーできることから区域外再放送が認められている。これにより、奈良県の9割の世帯でNHK大阪総合を視聴可能となっている。
- 生駒市の市民放送として利用できる専門チャンネルとしてC021タウンチャンネル（2008年5月1日 10:00に生駒市を対象に放送開始、2011年4月1日よりこまどりケーブルを含む奈良県全域を対象に放送。）がある。これは全国初の県下全域をカバーする市民放送局である。
- CSのハイビジョン放送やビデオ・オン・デマンドサービスに必要な帯域を確保する為、アナログチャンネルのスター・チャンネル マルチプレックス（60ch - 62ch）、CNNj（55ch）、BBCワールドニュース（54ch）の放送を2009年6月末日[6]、衛星劇場（51ch）、WOWOW（56ch）、グリーンチャンネル（57ch）の放送を2009年10月末日[7]、スペースシャワーTV（22ch）、放送大学（44ch）、KCNファミリーチャンネル（C011）[8]、J sports PlusのSD放送（C215）[9]を2010年3月末日、ショップチャンネル（42ch）の放送を2011年12月末日で終了した[10]。
- 2012年3月末をもって、ザ・ゴルフ・チャンネル（C216）が制作局の都合で打ち切られた[11]。
- 2013年3月末をもって、アナログチャンネルのスーパー!ドラマTV（27ch）、ディスカバリーチャンネル（31ch）、日経CNBC（32ch）が打ち切られた。
- 2013年6月4日[注釈 6]をもって、デジタルコースのショップチャンネル（C271）、QVC（C272）が打ち切られた[12]。
- 2013年6月末をもって、アナログチャンネルの囲碁・将棋チャンネル（46ch）が打ち切られた。
- アナログでの多チャンネル放送（21ch - 43ch）は2013年9月末をもって終了した。
- かつて227ch - 229chでスターチャンネルが放送されていたが、BSデジタル放送での開始後程なくして打ち切られた。
- 2014年1月27日をもって、ジェムショッピングTV（C019）、東映チャンネル（C225）、グリーンチャンネルEAST（C285）、グリーンチャンネル2WEST（C286）、プレイボーイ チャンネル（C290）、レインボーチャンネル（C292）、KNTV（C305）が打ち切られた[13]。
- 2014年5月14日をもって、ナショナル ジオグラフィック（C259）、MUSIC ON! TV（C261）、フジテレビTWO（C281）、フジテレビONE（C282）、FOXCRIME（C306）、FOXムービープレミアム（C307）が打ち切られた（※文中のC233FOXは放送継続中）[14]。
- 2015年3月11日 12:00をもってデジアナ変換サービスは終了した。
- 2015年7月1日よりNHKワールドTV（C013）の試験放送を開始した[15]。
- 2016年4月8日よりKCNスポーツ&カルチャー（D121）を試験的に放送し、同年5月1日より正式に開始した[16]。
- 2016年の春改編で、アニマルプラネット（C236）、TBSチャンネル1 最新ドラマ・音楽・映画（C238）、ディズニー・チャンネル ディズニー映画・アニメ（C239）、アニマックス（C240）、ディズニーXD ギャグアニメ&マーベル・ヒーロー（C243）、ホームドラマチャンネル 韓流・時代劇・国内ドラマ（C246）、CNNj（C250）、日経CNBC（C251）、TBSニュースバード（C254）、ディスカバリーチャンネル（C256）、BBCワールドニュース（C257）、クラシカ・ジャパン（C266）、釣りビジョン（C276）、KBS World（C301）、レッドチェリー（C291）が打ち切られた[17][18]。
- 2018年3月末をもって、放送大学テレビ（C274）が打ち切られた[19]。
- 2018年8月末をもって、衛星劇場（C226）が打ち切られた[20]。
- 2018年9月末をもって、FOXクラシック 名作ドラマ（C179）が制作局の都合で打ち切られた[21]。
- 2018年10月末をもって、AXN 海外ドラマ（C232）[21]、タカラヅカ・スカイ・ステージ（C310）が打ち切られた[22]。
- 2019年9月2日をもって、海外アニメ!カートゥーン ネットワーク（C240）、テレ朝チャンネル2 ニュース・情報・スポーツ（C258）、スペースシャワーTV（C262）、MTV（C263）、アクトオンTV◆大人の趣味とライフスタイル（C275）、日テレプラス ドラマ・アニメ・音楽ライブ（C284）が打ち切られた[23]。

### ラジオ局
| アナログ （MHz） | デジタル | 放送局        |
| ---------------- | -------- | ------------- |
| 78.2             |          | FM802         |
| 78.9             |          | ならどっとFM  |
| 79.6             |          | α-station     |
| 80.4             |          | NHK奈良FM放送 |
| 81.1             |          | FM大阪        |
| 82.1             |          | Kiss FM KOBE  |
| 83.1             |          | FM COCOLO     |
| 84.1             |          | NHK大阪FM放送 |

※なお、橿原市、桜井市、天理市、大和高田市の一部地域では受信不可の局、ないしは周波数が異なる地域があるため、要問合せ。

#### 過去に再送信されていたラジオ局
- レディオキューブ FM三重（78.9MHz、KCN開局 - 2007年4月） - この局は本来奈良県内の大半の地域では電波が届かないため聴く事は出来ず、再送信が行われていた当時、奈良で発刊される殆どの新聞のテレビ欄にレディオキューブの番組表は掲載されていなかった[注釈 8]。
  - それでも区域外再放送されていたのは、昔KCNが開局した頃には奈良県周辺の関西地域のFM局がNHK-FM放送とFM大阪以外未開局（現状も奈良県域のラジオ局はNHK奈良FM放送以外はAMを含めて存在しない。）で、その少ない局数を補う為に再送信を開始した時の名残[注釈 9]であった。近畿2府4県の場合、テレビラジオ共に元々法定エリア内のみで十分なチャンネル数が確保されている為、区域外再放送の対象も同じ近畿圏内にある他府県局（即ち、独立局）のみというのが一般的となっており、東海・福井・徳島などと言った他地方の局を再送信する例は皆無で、KCNにおけるレディオキューブの例は（過去の事情という特殊事情があるにせよ）特異な例であった。同局の再送信終了によって空いた周波数で、新たにならどっとFMの再送信を開始した。
- WINJ（83.1MHz、BS333 BSデジタル放送再送信開始 - 放送終了時） - WINJ自体の無期限の放送中断による免許剥奪（事実上の閉局）による。
- PCMチャンネル[24]
- 放送大学ラジオ（86.1MHz、2018年3月まで）

## 関連会社
- こまどりケーブル
- KCN京都
- テレビ岸和田
- KCNなんたん
- 近鉄グループ